# 中村太郎 (政治家)
中村 太郎（なかむら たろう、1918年1月2日 - 2011年4月22日）は、日本の政治家。参議院議員（3期）、労働大臣（第50代）。

## 来歴・人物
山梨県東山梨郡勝沼町（現甲州市）出身。1941年、早稲田大学法学部を卒業。第二次世界大戦に陸軍主計大尉として満洲へ出征。
1950年、峡東貨物株式会社社長に就任し、山梨市教育委員会委員長などを歴任。1959年、山梨県議会議員に当選し4期務めた。その間、自由民主党山梨県支部連合政調会長、同議員団会長、県議会議長などを歴任。
1974年7月の第10回参議院議員通常選挙に山梨県選挙区から自由民主党公認で立候補し当選。以後、第12回、第14回参議院議員通常選挙で再選され3期務め、1992年7月の第16回参議院議員通常選挙には出馬せず引退した。同年秋の叙勲で勲一等瑞宝章受章。
参議院議員としては、参議院大蔵委員長、同税制問題等に関する特別委員長、自民党参院国会対策副委員長、自民党内閣副部会長、自民党副幹事長、参院自民党政策審議会長、自民党参院国会対策委員長、自民党参議院議員副会長などを務めた。また、第1次大平内閣の大蔵政務次官、竹下内閣の労働大臣を歴任。
その他、山梨県交通安全協会会長、同県労働基準協会会長などを務めた。
2011年4月22日、老衰のため山梨県甲府市の病院で死去。93歳没。死没日をもって正七位から従三位に叙される。